# 1977年上海
|        | 上海历史 |
| 世紀： | 19世紀上海 \| 20世紀上海 \| 21世紀上海                                                                                     |
| 年代： | 1940年代上海 \| 1950年代上海 \| 1960年代上海 \| 1970年代上海 \| 1980年代上海 \| 1990年代上海 \| 2000年代上海               |
| 年份： | 1973年上海 \| 1974年上海 \| 1975年上海 \| 1976年上海 \| 1977年上海 \| 1978年上海 \| 1979年上海 \| 1980年上海 \| 1981年上海 |
| 紀年： | 丁巳年（蛇年）、上海开埠134周年、上海设市50周年                                                                            |

## 主要官员

### 党委
- 市委第一书记：苏振华

### 革委会、人大[註 1]（革委会计为第六届→第七届）
- 主任：苏振华

### 法院
- 院长：宋季文

### 政协
- 主席：陈丕显→彭冲

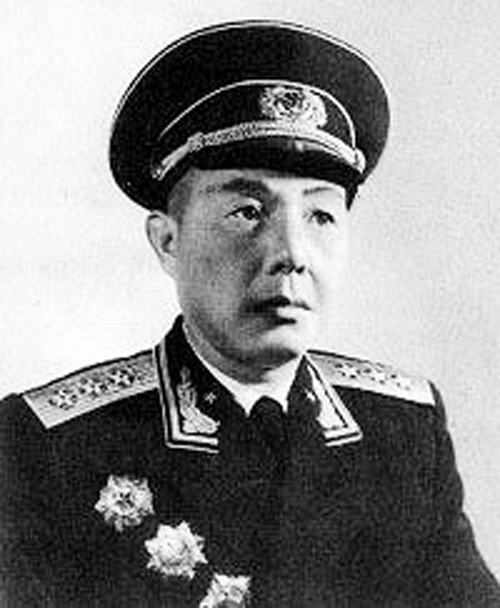
革委会主任、第一书记苏振华
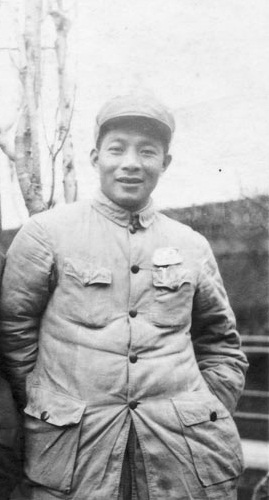
政协主席陈丕显